# Camponotus nigriceps
Camponotus nigriceps é uma espécie de inseto do gênero Camponotus, pertencente à família Formicidae.